# Clan Char
El Clan Char o Los Char se refiere a un clan familiar de empresarios, políticos, artistas y figuras de la farándula de Barranquilla, Colombia. Involucrados en la política y deporte nacional del país, así como en los medios de comunicación y el comercio. Se ha convertido en una de las dinastías familiares más poderosas de Colombia. Son descendientes de sirio-libaneses que llegaron a las costas colombianas a finales del siglo XIX y principios del XX.
El primero de la familia en llegar a Colombia fue el sirio Nicolás Char Zaslawy en 1924, posteriormente se dedicaria a diferentes negocios conformando la sociedad Char Hermanos que se dedicaba a comprar oro para comercializar y en años posteriores la familia iría creciendo hasta establecer grandes empresas como Supertiendas y Droguerías Olímpica S. A. y en acumular gran poder político. Según la revista estadounidense Forbes, los Char fueron la quinta familia más rica de Colombia en 2021 y tienen un control casi absoluto sobre la ciudad portuaria caribeña de Barranquilla y una influencia significativa en el Congreso. A pesar de una serie de escándalos de corrupción, el Clan Char poseería hasta 91 empresas con activos por valor de 2.000 millones de dólares (7,6 billones de pesos). 28 de estas empresas están registradas en paraísos fiscales.
Algunos miembros son: El patriarca del clan y exsenador de Colombia Fuad Char, su hijo, hoy alcalde de Barranquilla Alejandro Char, su otro hijo, expresidente del Senado de Colombia Arturo Char. El auge ha magnificado la fuerza de la ya poderosa familia Char. El patriarca de la familia, Fuad, saltó a la fama como propietario de la cadena de supermercados Olímpica. Su propia participación en la política como senador y gobernador allanó el camino para que su hijo Arturo se convirtiera en senador por más de una década y alcanzara la presidencia del órgano legislativo. Alejandro, después de un corto tiempo al frente de una empresa constructora que llevaba su propio nombre, ganó importantes contratos nacionales, se centró en la política municipal como alcalde de Barranquilla, hasta una candidatura presidencial que terminó en una derrota primaria.
El clan tiene bastantes polémicas por corrupción, entre ellos, están involucrados en el caso de compra de votos en el caribe colombiano con la ya condenada exsenadora Aída Merlano. Alejandro Char ha sido vinculado con casos de corrupción, incluido el soborno de jueces y la compra de votos para su beneficio personal o el de sus aliados políticos. Las acusaciones fueron hechas por Merlano, ella misma acusada de participar en redes clientelistas de compra de votos en la Región Caribe (Colombia) y actualmente retornada de Venezuela.

## Miembros
- Fuad Ricardo Char Abdalá: Patriarca del Clan Char, es un reconocido empresario, barón electoral de la Región Caribe que se desempeñó como Senador de la República, Gobernador del Atlántico y embajador de Colombia en Portugal.
  - Alejandro Char Chaljub: Hijo mayor de Fuad Char, fue Concejal de Barranquilla, Gobernador del Atlántico y actualmente es Alcalde de Barranquilla por tercera vez. Lo han acusado de liderar compra de votos y varios hechos de corrupción, además de tener presuntos nexos con el Cartel de Sinaloa.
  - Arturo Char Chaljub: Hijo del medio de Fuad Char, fue Senador de la República en varias ocasiones. Actualmente está recluido en la Carcel La Picota de Bogotá esperando sentencia por las investigaciones en su contra.
  - Antonio Char Chaljub: Hijo menor de Fuad Char, tiene muy poca participación en política dado que ha dirigido parte de las empresas que posee la familia Char, entre ellas, la cadena de almacenes Olimpica y el equipo de fútbol Junior de Barranquilla, del cual ha sido presidente en varias ocasiones.